# Cantón de La Barthe-de-Neste
El cantón de La Barthe-de-Neste era una división administrativa francesa, que estaba situada en el departamento de Altos Pirineos y la región de Mediodía-Pirineos.

## Composición
El cantón estaba formado por veinte comunas:
- Arrodets
- Asque
- Avezac-Prat-Lahitte
- Batsère
- Bazus-Neste
- Bulan
- Escala
- Esparros
- Espèche
- Gazave
- Hèches
- Izaux
- La Barthe-de-Neste
- Labastide
- Laborde
- Lomné
- Lortet
- Mazouau
- Montoussé
- Saint-Arroman

## Supresión del cantón de La Barthe-de-Neste
En aplicación del Decreto n.º 2014-242 de 25 de febrero de 2014, el cantón de La Barthe-de-Neste fue suprimido el 22 de marzo de 2015 y sus 20 comunas pasaron a formar parte; catorce del nuevo cantón de Neste, Aure y Louron, y seis del nuevo cantón de El Valle del Arros y de los Baïses.